# Arxiu Nacional de Catalunya

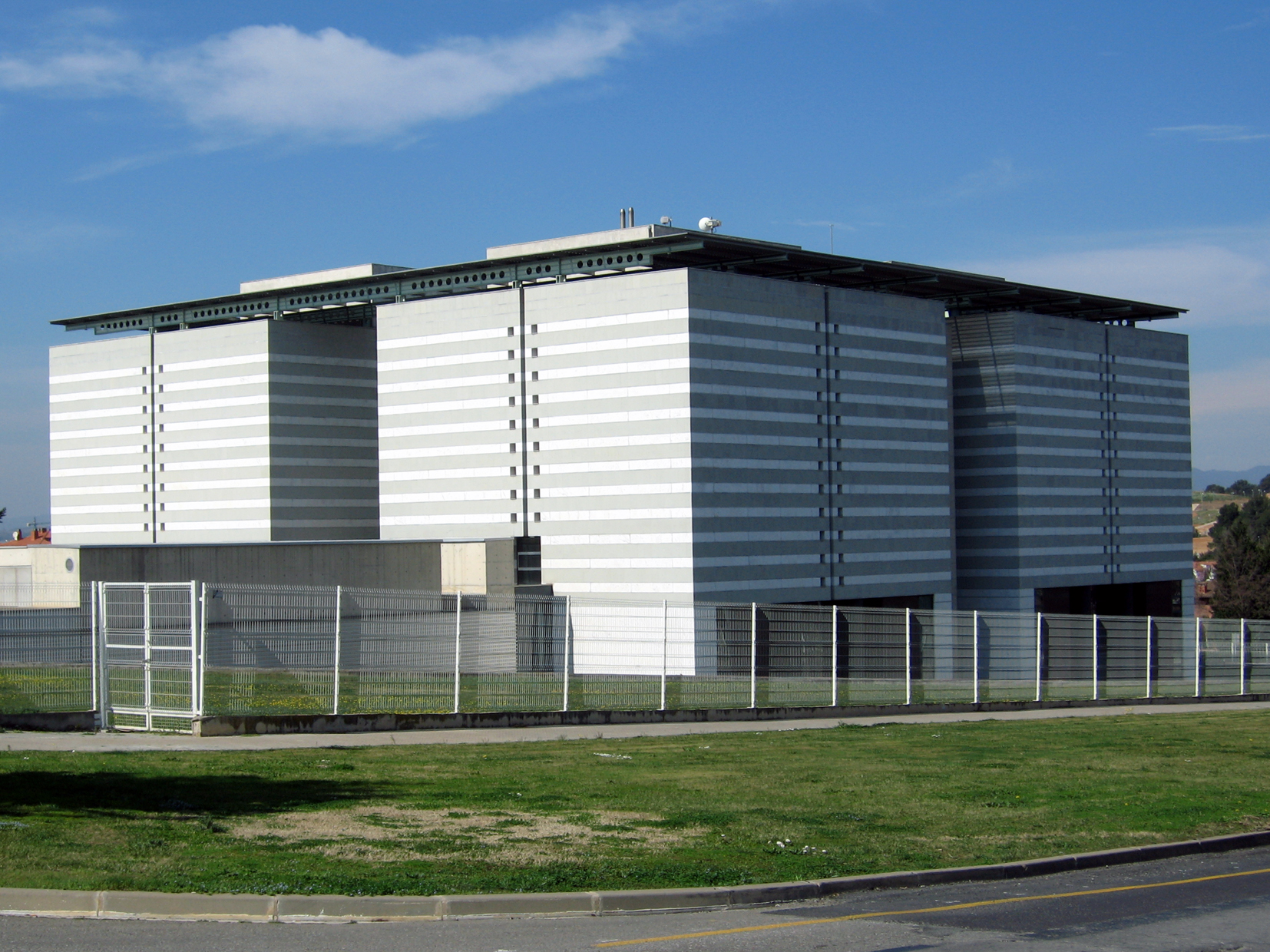
Das Arxiu Nacional de Catalunya in Sant Cugat del Vallès

Das Arxiu Nacional de Catalunya (ANC), das Nationalarchiv Kataloniens, mit Sitz in Sant Cugat del Vallès ist die führende verantwortliche Institution für die Sammlung, Erhaltung und Verbreitung des dokumentarischen Erbes Kataloniens. Das ANC wurde durch Dekret der Generalitat de Catalunya am 28. November 1980 gegründet und ist das allgemeine Archiv der katalanischen Verwaltung und das nationale historische Archiv Kataloniens. Das Archiv ist dem Bereich Archive, Bibliotheken, Museen und Kulturerbe des Kulturministeriums der Generalitat nachgeordnet. Es ist in das Sistema d'Arxius de Catalunya (SAC, Archivsystem von Katalonien) integriert. Gründungsdirektor war der Priester und Historiker Casimir Martí i Martí. Seit 2015 wird das Archiv von dem Historiker und Archivar Francesc Balada i Bosch geleitet.

## Geschichte

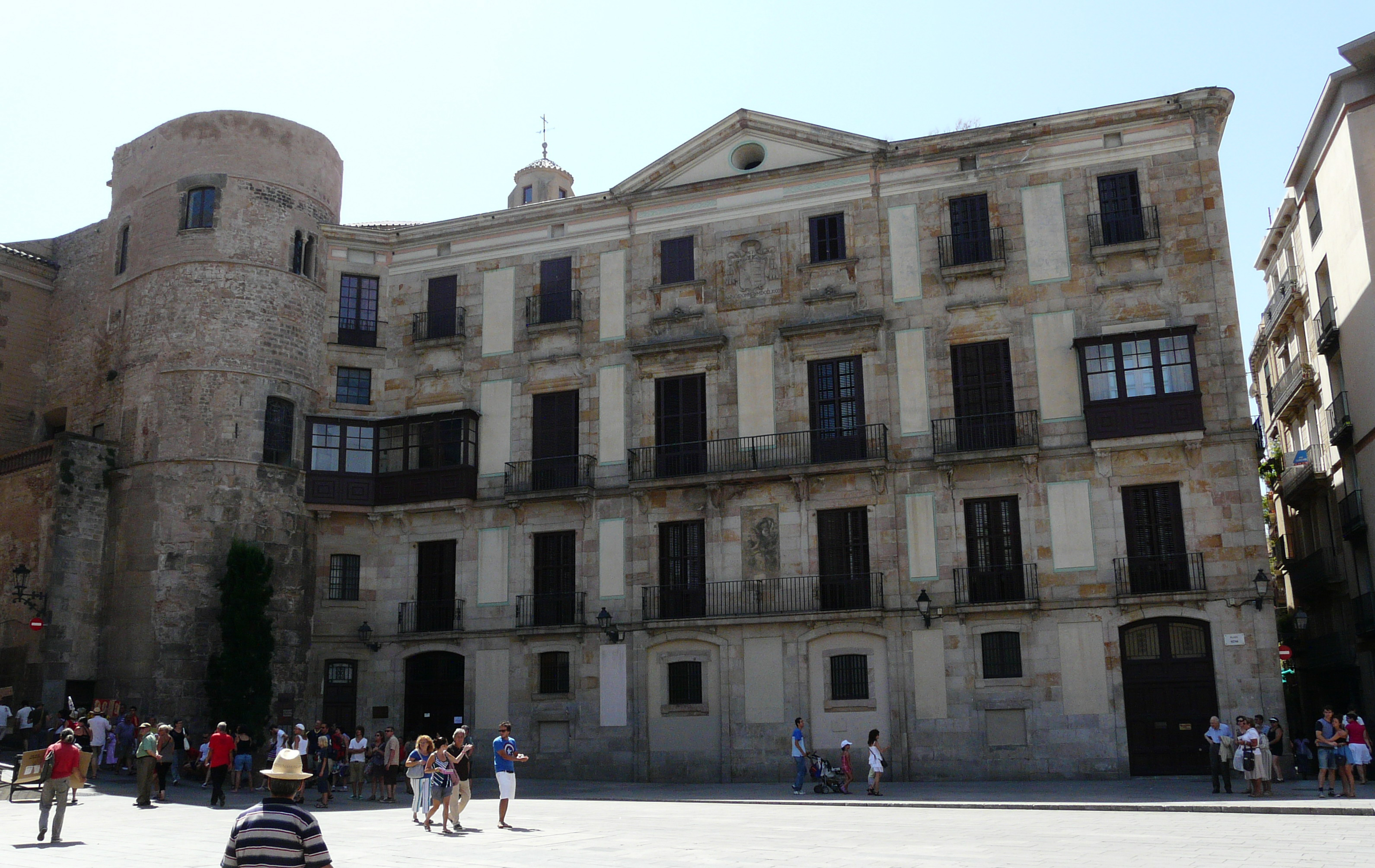
Der Bischofspalast von Barcelona, der erste Sitz des Arxiu General de Catalunya

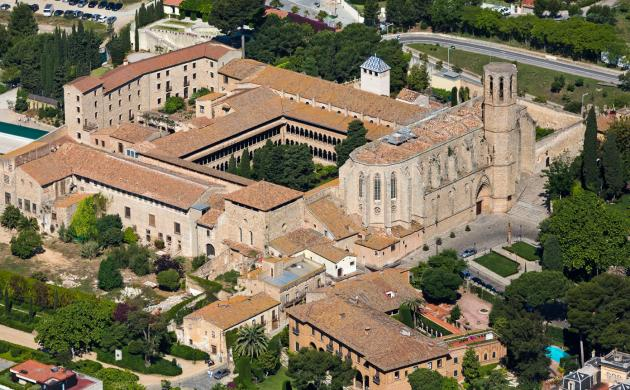
Das Kloster Pedralbes, der zweite Sitz des Arxiu General de Catalunya

Der früheste Vorgänger des katalanischen Nationalarchives datiert auf das Jahr 1412, als die Corts de Barcelona beschlossen, ein Archiv für die Diputació del General, die historische Regierung des Fürstentums Kataloniens, Valencias und Aragons (auch Generalitat genannt), einzurichten.
1931 schlug das Referat für Archive, Bibliotheken und Bildende Kunst die Einrichtung eines Generalarchivs für Katalonien vor.  Darüber hinaus räumte der Staat 1934 der Generalitat das Recht auf die Einrichtung und des Betriebes eines katalanischen Generalarchives ein. Aus diversen Gründen konnte das Arxiu General de Catalunya erst 1936 eingerichtet werden.
Dieses Arxiu General de Catalunya war der direkte Vorgänger des heutigen Arxiu Nacional de Catalunya. Es hatte die Aufgabe, die von den öffentlichen Verwaltungen Kataloniens erstellten Dokumente zu sammeln und zu verwalten. Das von Josep Tarradellas unterzeichnete Dekret vom 29. September 1936 sah den Sitz des Archivs zunächst im Bischofspalast von Barcelona vor. Mit dem Ausbruch des Spanischen Bürgerkrieges übernahm das Archiv die Aufgabe, die Unterlagen, die es von der Generalitat übernommen hatte, vor den Gefahren des Krieges zu schützen. 1938 zog das Archiv bürgerkriegsbedingt in das Kloster Pedralbes im gleichnamigen Barceloneser Stadtteil um. Angesichts der Kriegsgefahren beispielsweise durch Bombardierungen wurden die archivierten Dokumente schließlich auf verschiedene Standorte in ganz Katalonien verteilt.
Der Einmarsch von Francos Truppen in Katalonien und die Festigung seiner Diktatur bedeutete de facto die Lähmung der archivarischen Tätigkeiten und die Auflösung des Archivs selbst. Viele Dokumente wurden systematisch geraubt, geplündert oder vernichtet. Bei den aus Katalonien heraus verbrachten Dokumenten, den sogenannten Salamanca-Papieren, handelte es sich vor allem um umfangreiche Personendokumentationen aus katalanischen Gemeindearchiven. Francos Truppen führten diese zu Bürgerkriegszeiten mit aus anderen Regionen entwendeten Dokumenten im Hauptquartier von Franco in Salamanca zusammen. Amtliche Unterlagen wurden somit zur Kriegsbeute und in der Franco-Diktatur zur Basis für die Verfolgung von dem Regime missliebigen Personen wie Freimaurern, Gewerkschaftlern oder Kommunisten. Die Forderung nach Rückgabe dieser Salamanca-Papiere führte zu nicht unerheblichen innerspanischen politischen Komplikationen. Ein Großteil dieser Dokumente wurde erst im Laufe des ersten Jahrzehntes des 21. Jahrhunderts zurückgegeben.
Nach dem Ende der Franco-Diktatur richtete am 28. November 1980 die neu eingerichtete Generalitat de Catalunya unter ihrem Präsidenten Jordi Pujol das Arxiu Nacional de Catalunya ein. Die neue Institution erhielt die Aufgabe, der Sammlung, Erhaltung und Verbreitung des dokumentarischen Erbes Kataloniens. Seitdem hat diese Institution die nationalen historischen Quellen Kataloniens und die Dokumente der katalanischen Verwaltung gesichert und den Bürgern zugänglich gemacht.
Von 1980 bis 1995 war das Archiv in einem um 1920 als Schule errichtetem Gebäude im Barceloneser Stadtteil Eixample untergebracht. Später hatten die Zeitungen Solidaridad Obrera und Solidaridad Nacional in diesem Gebäude ihren Sitz. Am 23. April 1995 bezog das Arxiu Nacional de Catalunya dann mit dem neuen Archivgebäude in Sant Cugat del Vallès seinen endgültigen Hauptsitz. Dieses hochfunktionale, von dem Architekten Josep Benedito Rovira geplante und realisierte Gebäude bietet derzeit eine Nutzfläche von 12.625 Quadratmetern auf einem Grundstück von 17.700 Quadratmetern, das zukünftige Erweiterungen ermöglicht. In seinen 32 Depots kann es in 66 Regal-Kilometern Dokumente unterbringen. Diese Depots erfüllen alle spezifischen Anforderungen für ordnungsgemäße Aufbewahrung von Dokumenten hinsichtlich Lichteinfall, Umgebungstemperatur und Luftfeuchtigkeit. Das gesamte Gebäude wie alle seine Teile bieten für die Archivierungsfunktion größtmögliche aktive und passive Sicherheit.
Neben den Dokumenten, die das ANC regelmäßig erhielt und erhält, ist die Verwahrung der digitalisierten Dokumente der Familie Borja (italienisch: Borgia) besonders zu erwähnen. Das Institut Internacional d'Estudis Borgians in Valencia hatte offiziellen valencianischen Stellen in elektronischer Form historische Dokumente der Päpstefamilie Borja angeboten. Nachdem man in Valencia diese Dokumente nicht annehmen wollte, wurden sie im Juni 2014 zur historischen Sicherung in die Sammlungen des ANCs aufgenommen. Im Mai 2017 unterzeichnete die Generalitat de Catalunya mit dem Kloster Poblet eine Vereinbarung, nach der die Archive dieses Klosters organisatorisch eng mit dem Nationalarchiv Kataloniens verbunden werden.

## Sicherung von Quellen

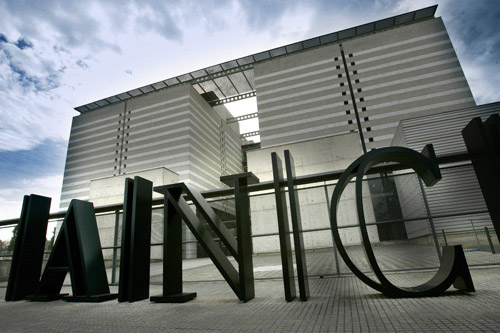
Der Eingang zum Neubau des Arxiu Nacional de Catalunya in Sant Cugat del Vallès

Das ANC bewahrt naturgemäß Quellen unterschiedlicher Herkunft (in Hinsicht der Eigentumsrechte, des rechtlichen Status oder auch der Medien und Formate). Insgesamt bewahrt das Archiv mehr als 900 unterschiedliche Quellen und Sammlungen, die derzeit 30 Kilometer Archivierungsregale in Anspruch nehmen.
Das ANC sichert dabei Quellen von Institutionen (Forschungsinstitute, Museen etc.), von Stiftungen und Verbänden (bspw. der Solidaritat d’Obrers de Catalunya (SOC) oder der Federació Catalana de Futbol), von Wirtschaftsunternehmen (bspw. der Hispano Olivetti SA oder der Banc de Barcelona), von Familien (bspw. der Grafen von Güell) oder auch von Einzelpersonen (bspw. von Pau Casals oder von Bonaventura Carles Aribau). Hervorzuheben sind auch die Aktivitäten des ANCs zur Sicherung des katalanischen dokumentarischen Erbes im Ausland. So wurden bspw. die Quellen zur Societat de Beneficència de Naturals de Catalunya in Havanna und zur Asociación Catalana de Socorros Mutuos ‘Montepío de Montserrat’ in Buenos Aires inventarisiert und digitalisiert.
Das ANC kooperiert eng mit dem Archivo Guerra y Exilio (AGE) und mit anderen Organisationen, um das historische Gedächtnis an Bürgerkrieg und Exil zu sichern und Möglichkeiten der Aufarbeitung zu schaffen.
Das Archiv sichert über zwei Millionen Bild- und Tonträger. Hervorzuheben sind circa zweihunderttausend Glasnegative, vierhundertausend Diapositive, 1,5 Millionen Pläne und Karten sowie mehr als 25.000 Poster. Das ANC folgt bei der Erfassung und Dokumentation der Quellen den ISAD(G) und NODAC Normen. Das ANC selbst ist seit 2004 nach der Qualitätsnorm ISO-9001 zertifiziert und aktualisiert dieses Qualitätszertifikat laufend.
Das Archiv kommuniziert seine Arbeiten über seine offizielle Website und das vierteljährlich erscheinende Bulletin. Darüber hinaus gibt das Arxiu Nacional de Catalunya mehrere Reihen wie die Col·lecció Publicacions de l’Arxiu Nacional de Catalunya, die Catàlegs de l’Arxiu Nacional de Catalunya oder die Opuscles de l’Arxiu Nacional de Catalunya heraus. Weiterhin veranstaltet es Ausstellungen, Kurse oder Konferenzen zu speziellen Themen des Archivwesens. Seit Juli 2017 veröffentlicht das ANC auf der Basis des Wiedergutmachungsgesetzes für die Opfer des Franquismus Listen der von dem Franco-Regime und dessen Justiz verfolgten und verurteilten Personen.

## Direktoren des Archivs
- Casimir Martí i Martí (1980–1991)
- Josep Maria Sans i Travé (1992–2015)
- Francesc Balada i Bosch (seit 2015)